# Cristalândia do Piauí
Cristalândia do Piauí is een gemeente in de Braziliaanse deelstaat Piauí. De gemeente telt 8.177 inwoners (schatting 2009).

## Aangrenzende gemeenten
De gemeente grenst aan Corrente, Sebastião Barros, Formosa do Rio Preto (BA) en Santa Rita de Cássia (BA).